# Popole Misenga
Popole (Popol) Misenga, (* 25. února 1992 Bukavu, Zair) je původem konžský zápasník–judista. Pochází z města Bukavu nedaleko rwandských hranic. Během druhé války v Kongu přišel o rodiče a později byl jako sirotek transportován do hlavního města Kinshasy. V Kinshase se v rámci humanitárních projektů seznámil s judem a od roku 2010 reprezentoval svojí vlast na mezinárodním poli. V roce 2013 během mistrovství světa v Riu požádal v Brazílii o azyl společně s krajankou Yolande Mabikavou. V Brazílii se věnuje judu pod vedením Geralda Bernardese. V roce 2016 se dostal do programu Mezinárodního olympijského výboru na celosvětovou podporu uprchlíků. Na olympijských hrách v Riu startoval pod olympijskou vlajkou jako člen Uprchlického olympijského týmu. V úvodním kole zaznamenal dílčí úspěch vítězstvím nad Indem Avtarem Singhem na yuko, v dalším kole však nestačil na mistra světa Korejce Kwak Tong-hana.